# Hermann Ludwig von Wartensleben

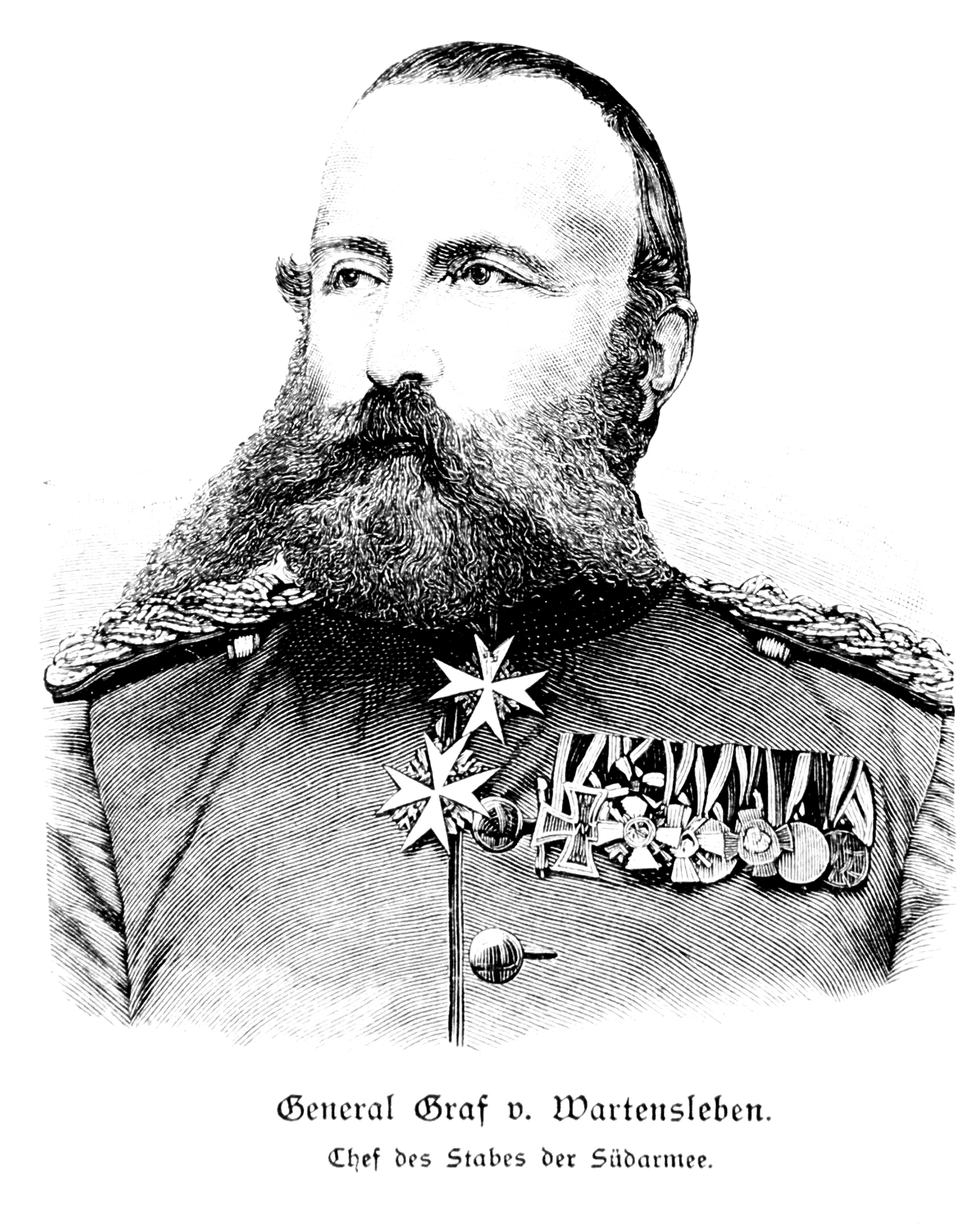
Tướng Graf von Wartensleben

Hermann Wilhelm Ludwig Alexander Karl Friedrich Graf von Wartensleben-Carow (17 tháng 10 năm 1826 tại Berlin – 9 tháng 3 năm 1921 tại điền trang Karow ở Genthin) là một Thượng tướng Kỵ binh Phổ, đã được phong tước Tư lệnh (Kommendator) Hiệp hội Huân chương Thánh Johann của tỉnh Sachsen. Ông đã từng tham chiến trong ba cuộc chiến tranh thống nhất nước Đức kể từ năm 1864 cho đến năm 1871.

## Tiểu sử

### Thân thế
Hermann Ludwig sinh vào tháng 10 năm 1826, trong gia đình quý tộc lâu đời Wartensleben có nguồn gốc từ Magdeburg. Ông là con trai của Gustav Ludwig Graf von Wartensleben (1796 – 1886), một Thị thần, cựu Trung tướng Phổ đồng thời là chủ đất Carow với người vợ của ông này là Elisabeth Leopoldine Henriette Karoline Renate Agnes, nhũ danh von Goldbeck und Reinhard (29 tháng 8 năm 1803 tại Berlin – 5 tháng 5 năm 1869 tại Castrow).

### Sự nghiệp quân sự

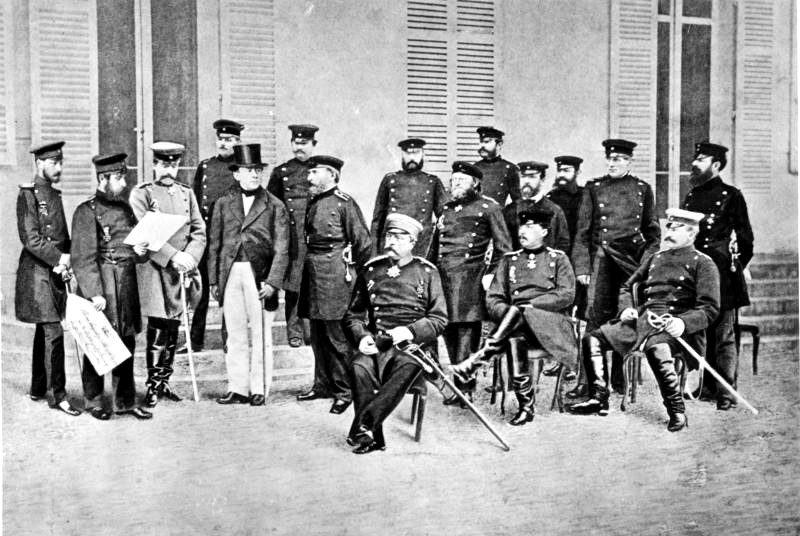
Wartensleben (ngoài cùng bên trái) tại Đại bản doanh quân đội Phổ ở Versailles năm 1871 trong cuộc Chiến tranh Pháp-Đức.

Thời trẻ, Wartensleben đi học tại Học viện Hiệp sĩ (Ritterakademie) ở Brandenburg an der Havel từ tháng 4 năm 1838 cho đến mùa thu năm 1841, sau đó ông học trường Trung học Chính quy (Französische Gymnasium) tại Berlin. Kể từ tháng 9 năm 1844 đến cuối tháng 3 năm 1846, Wartensleben ban đầu học ngành Luật tại Đại học Humboldt ở Berlin, sau đó chuyển sang Đại học Heidelberg và từ năm 1848 cho tới năm 1850, ông là nhân viên luật cấp thấp (Auskultator) tại Genthin. Trong thời gian học đại học tại Heidelberg, ông đã gia nhập Liên đoàn Sinh viên Saxo-Borussia Heidelberg vào năm 1846.
Nhưng trước đó, khi đang học đại học ở Berlin, ông đi nghĩa vụ quân sự vào ngày 1 tháng 10 năm 1844 với tư cách là lính tình nguyện một năm (Einjährig-Freiwilliger) trong Đội kỵ binh 2 (2. Eskadron) thuộc Trung đoàn Thương kỵ binh Dân quân Cận vệ số 2 và được chuyển vào ngạch trừ bị với cấp bậc Hạ sĩ vào ngày 30 tháng 9 năm 1845. Ba năm sau, vào ngày 14 tháng 9 năm 1848, ông vào phục vụ tại ngũ với quân hàm Thiếu úy trong lực lượng kỵ binh của Tiểu đoàn II thuộc Trung đoàn Dân binh số 26 tại Burg. Về sau, ông được cắt cử vào Trung đoàn Thiết kỵ binh số 7 cùng năm đó, rồi gia nhập biên chế của trung đoàn này vào ngày 18 tháng 1 năm 1850. Kể từ năm 1853 cho đến năm 1856, Wartensleben học tại Trường Quân sự Tổng hợp (Allgemeine Kriegsschule). Sau khi học xong, đầu tiên ông được bổ nhiệm làm sĩ quan phụ tá trung đoàn, sau đó ông được lệnh cử sang Cục Đo đạc địa hình ở kinh thành Berlin vào tháng 6 năm 1857. Sau đó, vào năm 1858, ông được chuyển sang Bộ Tổng tham mưu với cấp bậc Trung úy và cùng năm đó, ông được lên cấp hàm Đại úy. Hai năm sau (1860), ông được điều chuyển về Sư đoàn Cận vệ số 1 với cương vị là sĩ quan Bộ Tham mưu. Năm sau (1861), ông được thăng cấp Thiếu tá và dược giao chỉ huy một đội kỵ binh (Schwadron) của Trung đoàn Khinh kỵ binh "von Zieten". Sau khi ông trở lại Bộ Tổng tham mưu vào năm 1863, ông tham chiến trong cuộc Chiến tranh Đức-Đan Mạch vào năm 1864 với vai trò là thành viên Bộ Tổng tham mưu. Ông làm việc trong Bộ Tham mưu của Bộ Chỉ huy Tối cao quân đội Phổ ở Elbherzogtümer cho đến tháng 4 năm 1866.
Trong cuộc Chiến tranh Áo-Phổ năm 1866, ông hoạt động trong Đại Bản doanh của vua Phổ. Trên những chặn đường kế tiếp của sự nghiệp quân sự, ông được bổ nhiệm một chức Trưởng phòng trong Bộ Tổng tham mưu với cấp hàm Thượng tá vào năm 1868, được thăng chức Đại tá và Trung đoàn trưởng Trung đoàn Long kỵ binh số 12 "von Arnim" (số 2 Brandenburg) vào năm 1869.
Sau khi cuộc Chiến tranh Pháp-Đức (1870 – 1871) bùng nổ, ông được ủy nhiệm làm Chủ nhiệm Tổng cục Hậu cần (Oberquartiermeister) của Tập đoàn quân số một trong thời kỳ động binh (für die Dauer des mobilen Verhältnisses). Trên cương vị này, ông đã tham gia các trận đánh ác liệt tại Spicheren, Colombey-Nouilly, Gravelotte-St. Privat, Amiens và Hallue. Ngoài ra, ông cũng tham gia cuộc vây hãm Metz, và về sau đó ông được bổ nhiệm làm Tham mưu trưởng của Tập đoàn quân phía Nam (Südarmee).
Sau khi cuộc binh lửa kết thúc với thắng lợi quyết định của người Đức, ông lại đảm nhiệm chức Trưởng phòng trong Bộ Tổng tham mưu, sau đó vào năm 1872, ông được giao quyền chỉ đạo Khoa Lịch sử quân sự và qua đó, ông cũng nhận trách nhiệm hiệu chỉnh công trình nghiên cứu của Bộ Tổng tham mưu về cuộc Chiến tranh Pháp-Đức.
Không lâu sau, Wartensleben được phong cấp bậc Thiếu tướng vào năm 1873. 5 năm sau 1878, ông nhậm chức Thống lĩnh quân đội ở Berlin, và đồng thời với việc đảm đương trọng trách này, ông cũng lãnh nhiệm chức Chỉ huy trưởng của Lực lượng Hiến binh (Landgendarmerie). Sau khi ông được thăng cấp hàm Trung tướng vào ngày 1 tháng 11 năm 1879, ông giữ chức Sư đoàn trưởng Sư đoàn số 17 cùng năm đó. Đến tháng 10 năm 1884, ông được bổ nhiệm làm Tướng tư lệnh của Quân đoàn III, trước khi được thăng chức Thượng tướng Kỵ binh vào năm 1886.
Vào ngày 12 tháng 7 năm 1888, để chấp thuận đơn xin về hưu của ông, Wartensleben được xuất ngũ (zur Disposition, rời ngũ nhưng sẽ được điều động khi có chiến tranh), đồng thời mang được danh hiệu à la suite của Trung đoàn Long kỵ binh von Arnim zur Disposition. Ông lui về điền trang Carow của mình ở Genthin. Đến năm 1903, ông gia nhập Viện Quý tộc Phổ với tư cách là thành viên suốt đời. 18 năm sau, ông từ trần tại điền trang của mình vào tháng 3 năm 1921.

### Gia quyến
Vào ngày 16 tháng 5 năm 1866, tại Berlin, Wartensleben thành hôn với bà Agnes von Podbielski (23 tháng 2 năm 1846 tại Frankfurt (Oder) – 27 tháng 5 năm 1896 tại Carow), con gái của Thượng tướng Kỵ binh Phổ Theophil von Podbielski và người vợ của Podbielski là Agnes von Jagow. Wartensleben có ba người con gái và một người con trai, đó là:
- Agnes (19 tháng 9 năm 1867 – 18 tháng 2 năm 1869)
- Elisabeth Agnes (10 tháng 7 năm 1869 tại Berlin – 17 tháng 11 năm 1946)
- Friedrich Wilhelm Hermann Alexander Gustav Theophil (27 tháng 10 năm 1873 tại Berlin – 12 tháng 4 năm 1954), Thiếu tá trong Trung đoàn Thương kỵ binh số 3 ∞ Adelheid von Jagow (22 tháng 5 năm 1880 – 17 tháng 8 năm 1954)

## Tặng thưởng
- Hiệp sĩ Huân chương Leopold kèm theo Phần thưởng chiến tranh (Kriegsdekoration) của Áo vào năm 1864
- Huân chương Quân công đính kèm Bó sồi vào ngày 19 tháng 1 năm 1873
- Đại Thập tự của Huân chương Gia tộc Vương miện Wendischen đính kèm Vương miện Vàng vào ngày 9 tháng 3 năm 1882
- Huân chương Vương miện hạng I của Phổ vào ngày 20 tháng 1 năm 1884
- Đại Thập tự của Huân chương Đại bàng Đỏ kèm theo Bó sồi và Thanh gươm vào ngày 12 tháng 7 năm 1888
- Huân chương Đại bàng Đen vào ngày 1 tháng 10 năm 1894

## Tác phẩm
- Die Operationen der Südarmee im Januar und Februar 1871. Berlin 1872
- Die Operationen der Ersten Armee unter General Manteuffel. Berlin 1873
- Erinnerungen, geschrieben im Winter 1866/67. Berlin 1897
- Feldzugsbriefe. Berlin 1898